# Mark Volders
Mark Volders (Xanten, Alemania, 13 de abril de 1977) es un futbolista belga. Juega de portero y su equipo actual es el RE Mouscron de la Jupiler League de Bélgica. 

## Trayectoria

### Los Comienzos
Mark comenzó su carrera en las categorías inferiores del KTH Diest debutando con el primer equipo en 1996. Su estancia allí como jugador senior duró dos temporadas más. En total, Mark jugó 65 partidos en los que demostró ser una promesa del fútbol belga.

### La primera etapa en Bélgica
En su siguiente temporada, la 98-99 decide marcharse al KRC Genk de la Primera División aunque las cosas no le van muy bien ya que solo disputa un encuentro. En cambio el equipo queda campeón de liga, la primera de su historia. Ante la falta de oportunidades que tenía e iba a tener, Mark toma la decisión de irse a jugar al KFC Dessel Sport de la D3. En su nuevo club cuaja una buena temporada jugando 21 partidos.
Con 23 años es traspasado al KFC Lommel en la temporada 2000-01. En esa campaña el equipo que por aquel entonces militaba en la Segunda División acaba siendo campeón de la liga regular obteniendo el ascenso a la Jupiler League. En ese equipo permanecería otras dos temporadas en las que seguiría jugando en la Primera División de Bélgica. Sin embargo en la temporada 02-03 el club adeuda mucho dinero a sus jugadores teniendo que dejar libres a todos los integrantes de la plantilla. Entonces fueron los jugadores de la cantera los que se encargaron de jugar los partidos consiguiendo salvarse en el campo. Desgraciadamente a falta de tres jornadas el club es eliminado de la liga. Mark Volders acabó jugando más de 40 partidos con el KFC Lommel.
En la temporada 03-04, tras abandonar el KFC Lommel por motivos económicos, acaba recalando en las filas del KFC Verbroedering Geel de la Segunda División donde apenas juega 10 partidos.
Una temporada más tarde vuelve a cambiar de equipo, esta vez el elegido por el guardameta sería el KSK Beveren donde vuelve a sentirse futbolista al participar en 23 partidos. Ese año el KSK Beveren jugó en la Jupiler League donde estuvo a punto de descender a Segunda.

### El paso por Holanda
Con 28 años, en la temporada 05-06 decide dejar Bélgica para jugar en Holanda en las filas del RBC Roosendaal. Su paso por los Países Bajos fue penoso ya que fue el portero titular del equipo durante casi todo el campeonato. Mark llegó a jugar 30 de las 34 jornadas pero su equipo acabó en la última posición de la Eredivisie con solo 9 puntos, una victoria y 90 goles en contra. Por supuesto, el RBC Roosendaal acabó descendiendo.

### La vuelta a Bélgica
Tras su desastroso paso por la Eredivisie, Mark Volders regresa a Bélgica, esta vez al RE Mouscron. En su nuevo club se ha afianzado en el once inicial jugando 93 partidos en tres temporadas.

## Clubes
| Club           | País    | Año       |
| -------------- | ------- | --------- |
| KTH Diest      | Bélgica | 1996-1998 |
| KRC Genk       | Bélgica | 1998-1999 |
| Dessel Sport   | Bélgica | 1999-2000 |
| KFC Lommel     | Bélgica | 2000-2003 |
| KFC Geel       | Bélgica | 2003-2004 |
| KSK Beveren    | Bélgica | 2004-2005 |
| RBC Roosendaal | Holanda | 2005-2006 |
| RE Mouscron    | Bélgica | 2006-2010 |

## Palmarés

### Campeonatos nacionales
| Título                     | Club     | País    | Año       |
| -------------------------- | -------- | ------- | --------- |
| Campeón Jupiler Pro League | KRC Genk | Bélgica | 1998-1999 |